# Leutwitz
Leutwitz, obersorbisch Lutyjecyⓘ, ist ein kleiner Ort mit 34 Einwohnern im Zentrum des Oberlausitzer Landkreises Bautzen, der seit 1974 zur Gemeinde Göda gehört. Bis 1936 war Leutwitz eine eigenständige Gemeinde und danach zunächst Ortsteil von Spittwitz.

## Geografie
Das Dorf liegt 235 m über dem Meeresspiegel unweit des Taucherwalds im Oberlausitzer Gefilde. Nachbarorte sind Nedaschütz im Nordosten, Spittwitz im Südosten, Cannewitz und Pottschapplitz im Süden, Stacha im Südwesten und Großhänchen im Nordwesten.

## Geschichte
Siedlungsgeschichtlich ist Leutwitz ein Rundling. Die erste urkundliche Erwähnung als Luthewicz stammt aus dem Jahr 1292. Die Grundherrschaft oblag bis ins 19. Jahrhundert dem Kloster St. Marienstern. Bis Anfang der 1990er Jahre beherbergte das Dorf eine der ältesten Molkereien im Freistaat Sachsen. Im Ort gab es zudem bis in die 2000er Jahre das Museum für Morgenlandfahrer. Bereits um 1990 hatte sich die Franziskus-Gemeinschaft mit einem eigenen Bauernhof im Dorf angesiedelt.
Im Jahre 1884 hatte der Ort nach der Statistik von Arnošt Muka 112 Einwohner, darunter 103 Sorben (92 %).

## Persönlichkeiten
- Korla Awgust Kalich (1844–1900), evangelischer Pfarrer und Mitglied der Maćica Serbska; geboren in Leutwitz

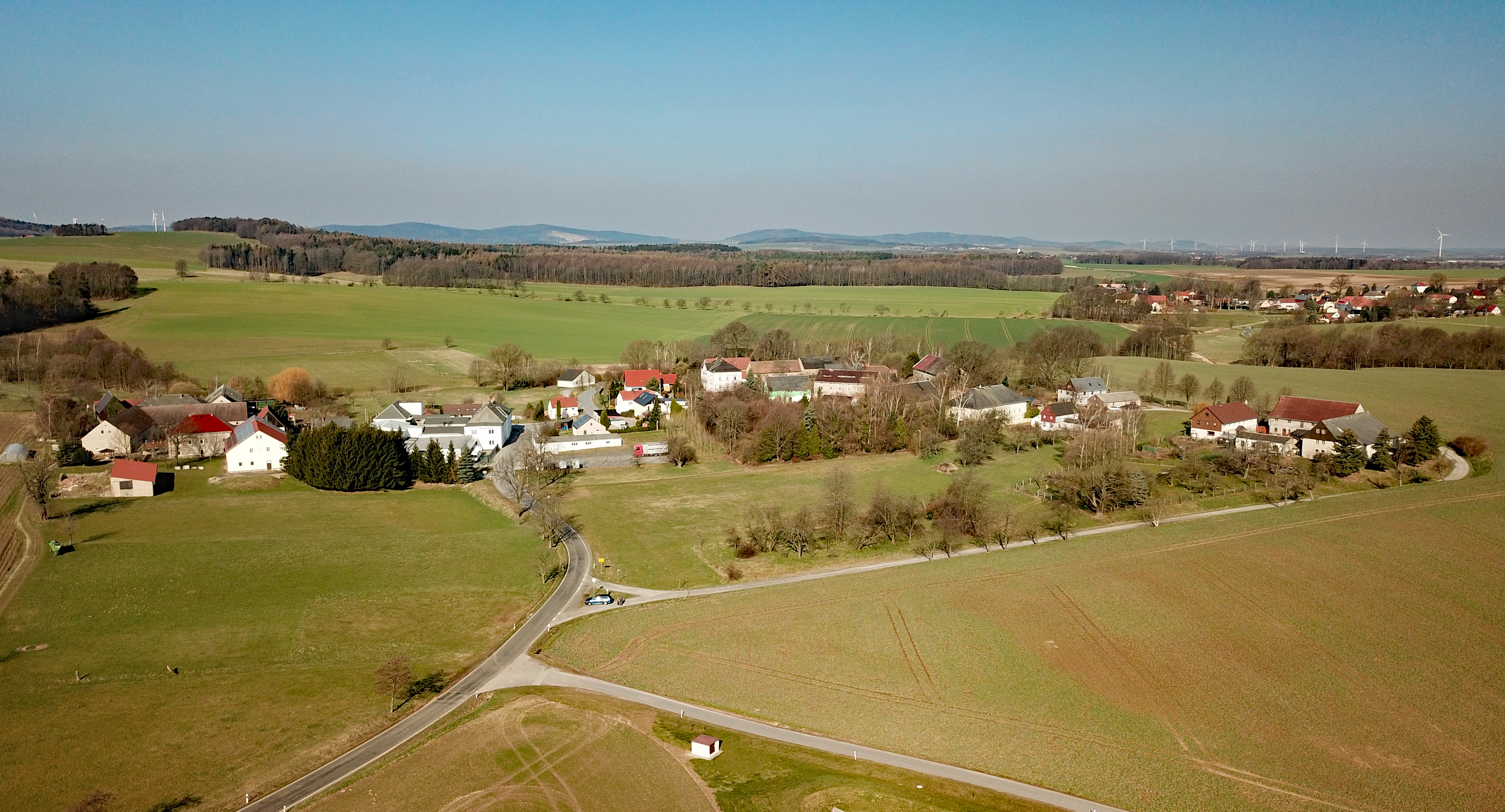
Luftbild von Leutwitz